# Distribuição gama
Em teoria das probabilidades e estatística, a distribuição gama é uma família de distribuições contínuas de probabilidade de dois parâmetros. Diversos tipos de distribuições são dependentes, ou são casos específicos da distribuição gama, como a distribuição exponencial e a distribuição qui-quadrado. A distribuição gama é usada para modelar valores de dados positivos que são assimétricos à direita e maiores que 0. Ela é comumente usada em estudos de sobrevivência de confiabilidade. 
Existem três diferentes parametrizações no uso comum:
1. Com um parâmetro de forma {\displaystyle k} e um parâmetro de escala {\displaystyle \theta }.
2. Com um parâmetro de forma {\displaystyle \alpha =k} e um parâmetro de escala inversa {\displaystyle \beta ={\frac {1}{\theta }}}, chamado parâmetro de taxa.
3. Com um parâmetro de forma {\displaystyle k} e um parâmetro média {\displaystyle \mu ={\frac {k}{\beta }}}.

Em cada uma dessas formas, ambos os parâmetros são números reais positivos.
ra a qual {\displaystyle E[X]=k\theta ={\frac {\alpha }{\beta }}} é fixada e maior que zero, e {\displaystyle E[ln(X)]=\psi (k)+ln(\theta )=\psi (\alpha )-ln(\beta )} é fixado ({\displaystyle \psi } é a função digama).
Dentro da distribuição gama uma importante propriedade é o fato de que à medida que {\displaystyle \theta }  aumenta, essa distribuição se aproxima de uma Normal com média µ e variância  {\displaystyle \theta } µ²= µ²/v
Por exemplo, a distribuição gama pode descrever o tempo de um componente elétrico de falhar. A maioria dos componentes elétricos de um determinado tipo falharão na mesma época, mas alguns vão demorar muito tempo para falhar.

## Parametrização
A parametrização com {\displaystyle k} e {\displaystyle \theta } parece ser mais comum em econometria e em outros campos de aplicação, onde por exemplo, a distribuição gama é frequentemente usada para modelar tempos de espera. A parametrização com {\displaystyle \alpha } e {\displaystyle \beta } é mais comum em estatística bayesiana, onde a distribuição gama é usada como uma distribuição conjugada a priori para vários tipos de parâmetros de escala inversa (também conhecido como parâmetros de taxa), assim como o {\displaystyle \lambda } de uma distribuição exponencial ou uma distribuição de Poisson.
Se {\displaystyle k} é um inteiro positivo, então a distribuição representa uma distribuição Erlang, isto é, a soma de {\displaystyle k} variáveis aleatórias exponencialmente distribuídas, cada uma das quais tem média {\displaystyle \theta }

### Caracterização usandoα{\displaystyle \alpha }e taxaβ{\displaystyle \beta }
A distribuição gama pode ser parametrizadas em termos de um parâmetro de forma {\displaystyle \alpha =k} e o parâmetro de escala inversa {\displaystyle \beta ={\frac {1}{\theta }}}, chamado parâmetro de taxa. Uma variável aleatória {\displaystyle X} que é distribuída sob gama com forma {\displaystyle \alpha } e taxa {\displaystyle \beta } é denotada
{\displaystyle X\sim \Gamma (\alpha ,\beta )\equiv {\textrm {Gama}}(\alpha ,\beta )}

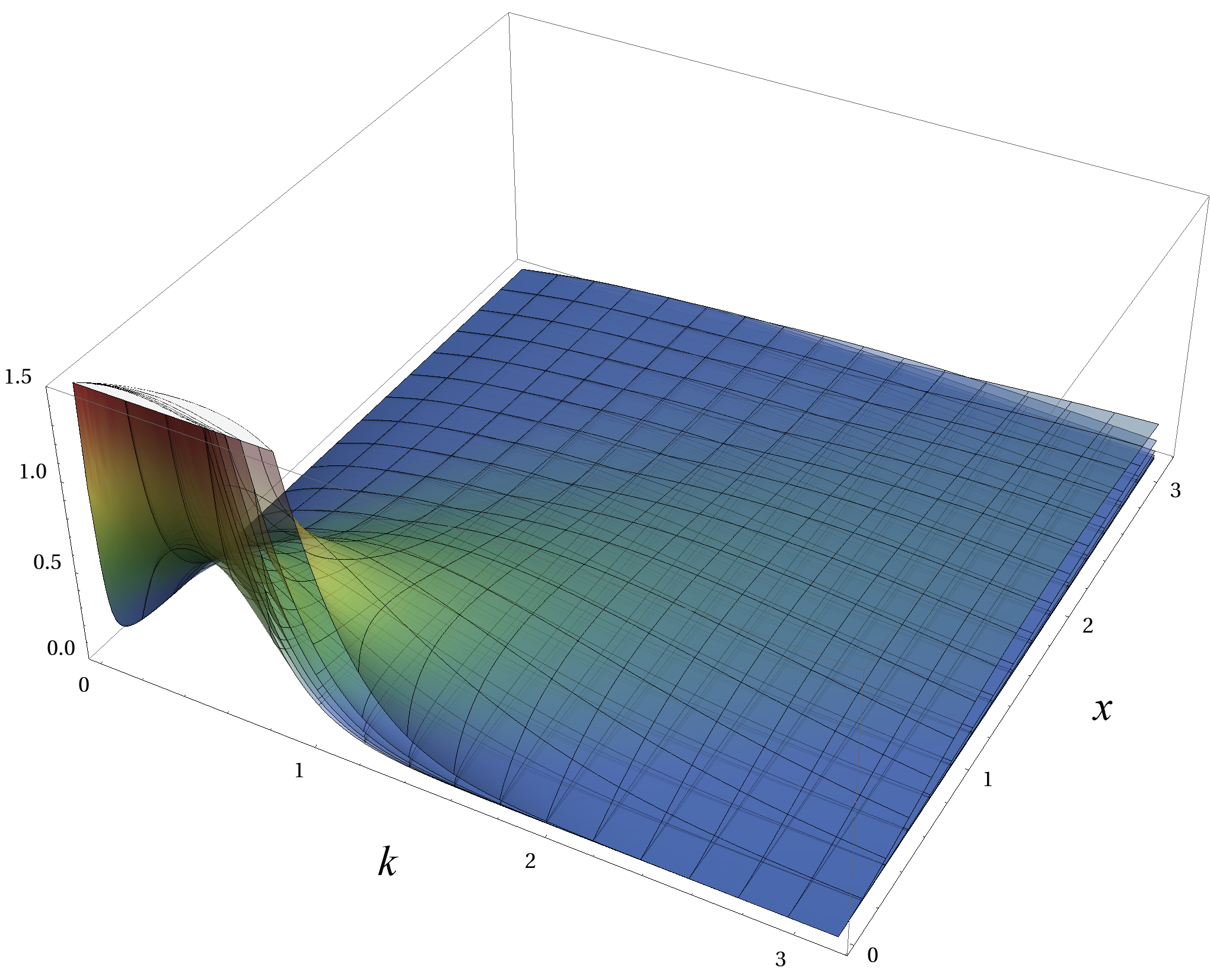
Ilustração de uma função densidade de probabilidade para valores de parâmetros e com ajustado para 1, 2,3,4,5 e 6.

A função densidade de probabilidade correspondente na parametrização forma-taxa é
{\displaystyle f(x;\alpha ,\beta )={\frac {\beta ^{\alpha }x^{\alpha -1}e^{-\beta x}}{\Gamma (\alpha )}}\quad {\text{ para }}x>0{\text{ e }}\alpha ,\beta >0},
onde {\displaystyle {\Gamma (\alpha )}} é uma função gama completa. Para todos os inteiros positivos  {\displaystyle \Gamma (\alpha )=(\alpha -1)!}
A função de distribuição acumulada é a função gama regularizada:
{\displaystyle F(x;\alpha ,\beta )=\int _{0}^{x}f(u;\alpha ,\beta )\,du={\frac {\gamma (\alpha ,\beta x)}{\Gamma (\alpha )}}}
onde {\displaystyle \gamma (\alpha ,\beta x)} é a função gama incompleta inferior.
Se {\displaystyle \alpha } é um inteiro positivo (isto é, a distribuição é uma Distribuição Erlang), a função de distribuição acumulada tem a seguinte expansão em séries:
{\displaystyle F(x;\alpha ,\beta )=1-\sum _{i=0}^{\alpha -1}{\frac {(\beta x)^{i}}{i!}}e^{-\beta x}=e^{-\beta x}\sum _{i=\alpha }^{\infty }{\frac {(\beta x)^{i}}{i!}}}

### Caracterização usando a formak{\displaystyle k}e escalaθ{\displaystyle \theta }
Uma variável aleatória {\displaystyle X} que é distribuída sob gama com parâmetro de forma {\displaystyle k} e escala {\displaystyle \theta } é denotada por
{\displaystyle X\sim \Gamma (k,\theta )\equiv {\textrm {Gama}}(k,\theta )}
A função densidade de probabilidade usando a parametrização forma-escala é
{\displaystyle f(x;k,\theta )={\frac {x^{k-1}e^{-{\frac {x}{\theta }}}}{\theta ^{k}\Gamma (k)}}\quad {\text{ para }}x>0{\text{ e }}k,\theta >0.}
Aqui {\displaystyle \Gamma (k)} é a função gama avaliada em {\displaystyle k}.
A função de distribuição acumulada é a função gama regularizada:
{\displaystyle F(x;k,\theta )=\int _{0}^{x}f(u;k,\theta )\,du={\frac {\gamma \left(k,{\frac {x}{\theta }}\right)}{\Gamma (k)}}}
onde {\displaystyle \gamma \left(k,{\frac {x}{\theta }}\right)} é a função gama incompleta inferior.
Também pode ser expressa como segue, se {\displaystyle k} é um inteiro positivo (isto é, a distribuição é uma distribuição Erlang):
{\displaystyle F(x;k,\theta )=1-\sum _{i=0}^{k-1}{\frac {1}{i!}}\left({\frac {x}{\theta }}\right)^{i}e^{-x/\theta }=e^{-x/\theta }\sum _{i=k}^{\infty }{\frac {1}{i!}}\left({\frac {x}{\theta }}\right)^{i}}
Aplicações
Este tipo de distribuição geralmente é aplicada quando se quer fazer algum tipo de analise ligada ao tempo de vida de algum tipo de produto. Por exemplo em um painel elétrico, os mesmo componentes elétricos tem a sua duração (vida útil) aproximadamente igual, ou seja vão durar o mesmo período de tempo, porem alguns podem durar muito mais.